# 400. п. н. е.

## Рођења
Парменион